# Universidade de Durham
A Universidade de Durham é uma instituição de ensino superior localizada em Durham, ao norte da Inglaterra. Ela foi fundada por lei do Parlamento em 1832 e teve uma Carta Régia concedida em 1837. Foi a primeira universidade a ser aberta na Inglaterra em mais de 600 anos, sendo também a terceira mais antiga instituição de ensino superior do país.
Durham é uma universidade colegiada (universidade descentralizada),  assim como a Universidade de Oxford e a Universidade de Cambridge. Desta forma, possui suas principais funções divididas entre seus departamentos acadêmicos e suas 16 faculdades (em inglês: colleges). Em linhas gerais, os departamentos acadêmicos são encarregados dos projetos de pesquisa e da instrução dos estudantes, enquanto os colleges são responsáveis pelos arranjos domésticos e de bem-estar dos alunos de graduação, pós-graduação, pesquisadores de pós-doutorado e alguns funcionários da universidade.
A universidade é considerada como de grande prestígio e é constantemente posicionada no topo dos rankings de universidades do Reino Unido. O jornal inglês The Sunday Times classificou Durham como a terceira melhor universidade do Reino Unido em 2011/2012. A universidade posicionou-se no 15º lugar globalmente por reputação com empregadores em 2011 no QS World University Rankings, seguida de um extenso levantamento com 17,000 organizações de primeira linha ("blue-chip", em inglês) ao redor do mundo. A universidade foi nomeada a Universidade do Ano de 2005 pelo Sunday Times.
O reitor da universidade é Sir Thomas Allen, que sucedeu Bill Bryson em Janeiro de 2012.